# Zagreb (navire)
Pour les articles homonymes, voir Zagreb.
Le Zagreb est un destroyer de la classe Beograd construit à la fin des années 1930 pour la marine royale yougoslave, sur la base de plans français.
Au cours de l'invasion de la Yougoslavie par l'Allemagne en avril 1941, le Zagreb fut sabordé dans les bouches de Kotor pour empêcher sa capture.
En 1968, un film français — Flammes sur l'Adriatique — a été fait sur le sabordage du Zagreb. En 1973, le président de la Yougoslavie et Josip Broz Tito, chef des partisans de la guerre, décernent à titre posthume aux officiers qui sabordèrent Zagreb l'ordre du Héros national.